# Kyrgyz Trans Avia
Kyrgyz Trans Avia era  uma companhia aérea baseada em Bisqueque, Quirguistão. Ela estava na Lista de transportadoras aéreas proibidas na União Europeia. Ela foi fundada em 2009 e tinha como hub o Aeroporto Internacional de Manas.

## Frota
Nas frotas da Kyrgyz Trans Avia eram usados as seguintes aeronaves (em Abril de 2012):
- 1 Airbus A300B4 (operado pela Mahan Air)
- 1 Airbus A310-300 (operado pela Mahan Air)